# Daniel Sunjata
Daniel Sunjata (* 30. Dezember 1971 in Evanston, Illinois; als Daniel Sunjata Condon) ist ein US-amerikanischer Schauspieler.

## Leben und Karriere
Daniel Sunjata wuchs bei Adoptiveltern auf. Seine Vorfahren sind afroamerikanischer, irischer und deutscher Abstammung. Er besuchte die Florida A&M University, die University of Southwestern Louisiana sowie die New York University.
Seine Filmkarriere begann Sunjata 1998 im Film Twelfth Night, or What You will, welcher auf der Romanvorlage von Was ihr wollt von William Shakespeare basiert. 2000 folgte dann eine Hauptrolle in der Serie D.C. an der Seite von Mark-Paul Gosselaar. Von 2000 bis 2004 war er in 16 Folgen als Bombenentschärfer in Law & Order: Special Victims Unit zu sehen. Während dieser Zeit absolvierte er auch Auftritte in den Serien Sex and the City und Ed – Der Bowling-Anwalt sowie im Film Melinda und Melinda. Von 2004 bis 2011 war er als Franco Rivera in der Serie Rescue Me zu sehen. 2007 hatte er eine Hauptrolle in der Miniserie The Bronx Is Burning inne. 2009 verkörperte er die Rolle des Brad im Film Der Womanizer – Die Nacht der Ex-Freundinnen. Ein Jahr später folgte die Rolle des Eli Lloyd in insgesamt acht Folgen der Serie Grey’s Anatomy. Nach dem Film Einmal ist keinmal war Sunjata 2013 in vier Folgen der Serie Smash zu Gast, bevor er eine Hauptrolle in der USA-Network-Serie Graceland bekam.

## Filmografie (Auswahl)
- 1998: Twelfth Night, or What You Will (Fernsehfilm)
- 2000–2004: Law & Order: Special Victims Unit (Fernsehserie, 16 Folgen)
- 2000: D.C. (Fernsehserie, 7 Folgen)
- 2001: Feast of All Saints (Fernsehfilm)
- 2002: Bad Company – Die Welt ist in guten Händen (Bad Company)
- 2002: Sex and the City (Fernsehserie, Folge 5x01 Anchors Away)
- 2003: Ed – Der Bowling-Anwalt (Ed, Fernsehserie, Folge 3x14)
- 2004: Noel
- 2004: Melinda und Melinda (Melinda and Melinda)
- 2004–2011: Rescue Me (Fernsehserie, 93 Folgen)
- 2005: Law & Order (Fernsehserie, Folge 15x12 Mammon)
- 2006: Der Teufel trägt Prada (The Devil Wears Prada)
- 2007: The Bronx Is Burning (Fernsehserie, 8 Folgen)
- 2009: Der Womanizer – Die Nacht der Ex-Freundinnen (Ghosts of Girlfriends Past)
- 2010: Lie to Me (Fernsehserie, Folge 1x12 Blinded)
- 2010–2011: Grey’s Anatomy (Fernsehserie, 8 Folgen)
- 2012: Einmal ist keinmal (One for the Money)
- 2012: Gone
- 2012: Threesome – Eine Nacht in New York (Generation Um…)
- 2012: The Dark Knight Rises
- 2013: Smash (Fernsehserie, 4 Folgen)
- 2013–2015: Graceland (Fernsehserie, 38 Folgen)
- 2016: Notorious (Fernsehserie, 10 Folgen)
- 2017: Small Town Crime
- 2018–2020: Manifest (Fernsehserie, 5 Folgen)
- 2021: Weihnachten … Schon wieder?! (Christmas Again, Fernsehfilm)
- 2021–2022: Power Book II: Ghost (Fernsehserie, 11 Folgen)
- seit 2024: High Potential (Fernsehserie, 13 Folgen)